# Orden „Antonio José de Irisarri“
Der Orden von Antonio José de Irisarri (spanisch: Orden „Antonio José de Irisarri“) wurde im Jahre 1973 von der Regierung von Guatemala gegründet. Es wurde zu Ehren des Staatsmannes und Schriftstellers Antonio José de Irisarri benannt. Dieser Orden hat fünf Klassen.
Man verleiht den Orden meistens an Diplomaten. Der Deutsche Bundespräsident Richard von Weizsäcker, wurde anlässlich des Staatsbesuches im März 1987 im Guatemala in den Orden aufgenommen.

## Referenzen
1. ↑  Guy Stair Sainty, Rafal Heydel-Mankoo (Hrsg.): World Orders of Knighthood and Merit, Bd. 1. Burke’s Peerage & Gentry, London 2006, ISBN 0-9711966-7-2.